# Mythimna impura
Mythimna impura es una polilla de la familia Noctuidae. Se distribuye en toda Europa.
Al igual que con otros Mythimna, sus alas anteriores de color amarillo con venación prominente. El friso ahumado tiene una raya oscura basal con otra raya más. Esta especie tiene alas posteriores grises con márgenes blancos. La envergadura es de 31 a 38 mm. Una o dos crías se producen cada año y los adultos se pueden ver entre junio y octubre. Vuelan de noche y se sienten atraídas por la luz, las flores y el azúcar.
La larva es de color marrón con líneas oscuras y negras; se alimenta de varias gramíneas incluyendo Alopecurus, Dactylis, Deschampsia, Leymus y de Phragmites; también se ha registrado en los juncos, Carex y Luzula. Esta especie pasa el invierno en un estadio larval temprano.